# 150 (число)
Вижте пояснителната страница за други значения на 150.
150 (сто и петдесет) е естествено, цяло число, следващо 149 и предхождащо 151.
Сто и петдесет с арабски цифри се записва „150“, а с римски цифри – „CL“. Числото 150 е съставено от три цифри от позиционните бройни системи – 1 (едно), 5 (пет), 0 (нула).

## Общи сведения
- 150 е сумата от осем последователни прости числа (7 + 11 + 13 + 17 + 19 + 23 + 29 + 31).
- 150 е четно число.
- 150-ият ден от годината е 30 май.
- 150 е година от Новата ера.